# Ceratolacis pedunculatum
Ceratolacis pedunculatum là một loài thực vật có hoa trong họ Podostemaceae. Loài này được C.T.Philbrick, Novelo & Irgang mô tả khoa học đầu tiên năm 2004.